# Dovški potok
Dovški potok je pritok Lokovškega potoka, ki se v bližini gradu Brestanica kot levi pritok izliva v reko Savo. Povirni krak Dovškega potoka je Globoki graben.